# Korai kígyógomba
A korai kígyógomba (Mycena abramsii) a kígyógombafélék családjába tartozó, Európában és Észak-Amerikában honos, lombos fák korhadó anyagán élő, nem ehető gombafaj.

## Megjelenése
A korai kígyógomba kalapja 1-4 cm széles, alakja kúpos vagy harangszerű, idősen szélesebben kiterül; középen lapos púpja lehet.  Felülete hamvas, széle magasan bordázott, némileg áttetsző. Színe szürkésbarna vagy sötétebb barna.
Húsa vékony, fehéres. Íze nem jellegzetes, szaga többé-kevésbé salétromos vagy szagtalan. 
Ritkásan álló 15-27 lemeze felkanyarodó vagy tönkhöz nőtt. Színük fehéres vagy szürkés, élük világosabb.
Tönkje 3-9 cm magas és 0,1-0,2 cm vastag. Alakja karcsú, egyenletesen hengeres vagy lefelé kissé vastagodik, belül üreges, törékeny. Felszíne sima. Színe halványszürke, sötét szürkésbarna vagy sötét szépiabarna, felül halványabb. Tövét hosszú, fehéres micéliumszálak borítják.
Spórapora fehér. Spórája ellipszoid, sima, mérete 7,5-13 x 4-6,5 μm.

### Hasonló fajok
A szürkelemezű kígyógombának más az élőhelye és spórái rövidebbek, szélesebbek. A klórszagú kígyógombától inkább csak mikroszkóppal lehet megkülönböztetni.

## Elterjedése és termőhelye
Európában és Észak-Amerikában honos. Magyarországon ritka.
Lombos fák korhadó faanyagán, élő fák mohával fedett törzsén található, általában egyesével vagy kisebb csoportokban. Néha fenyőtörmeléken is megjelenik. Tavasztól, nyár elejétől őszig terem.

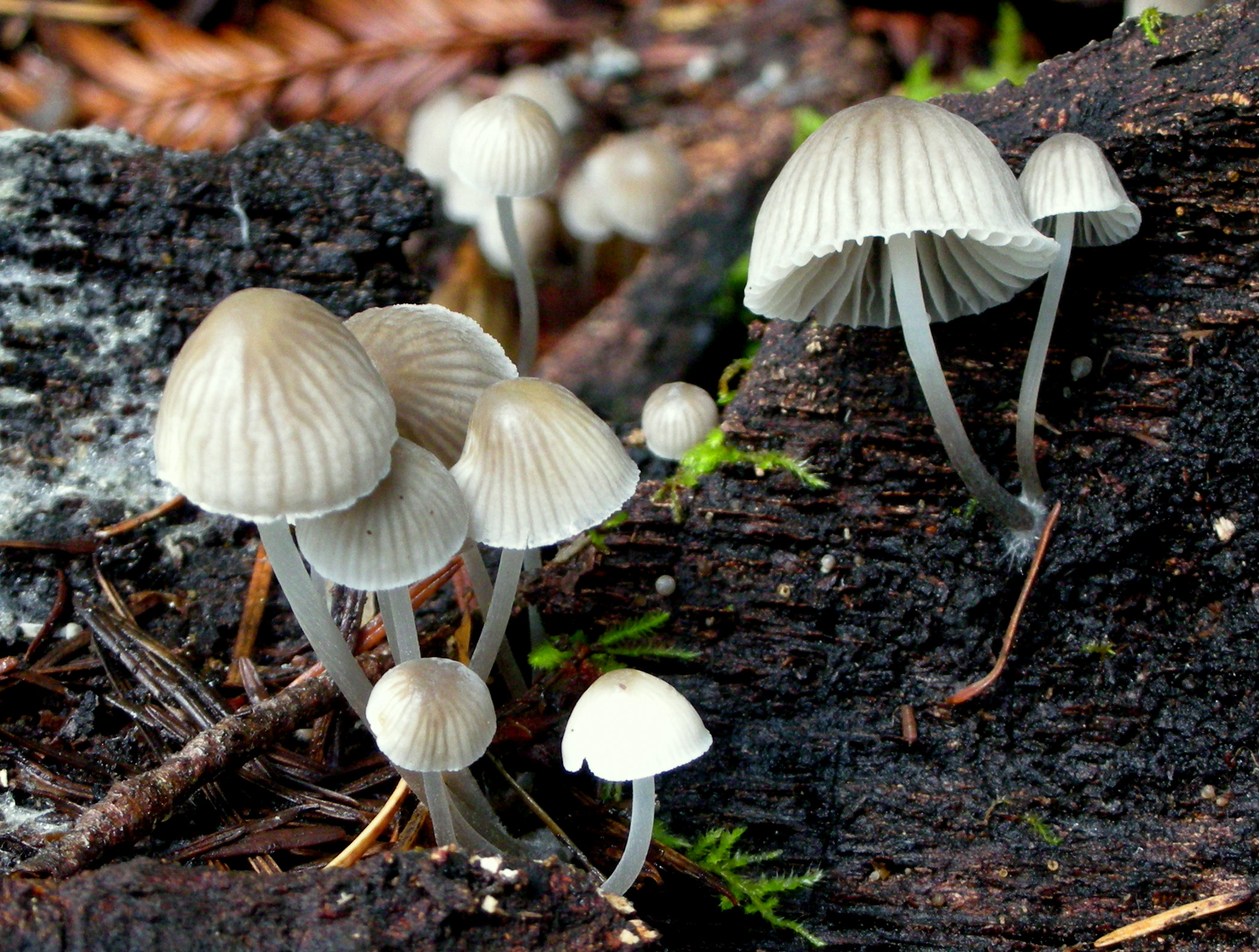
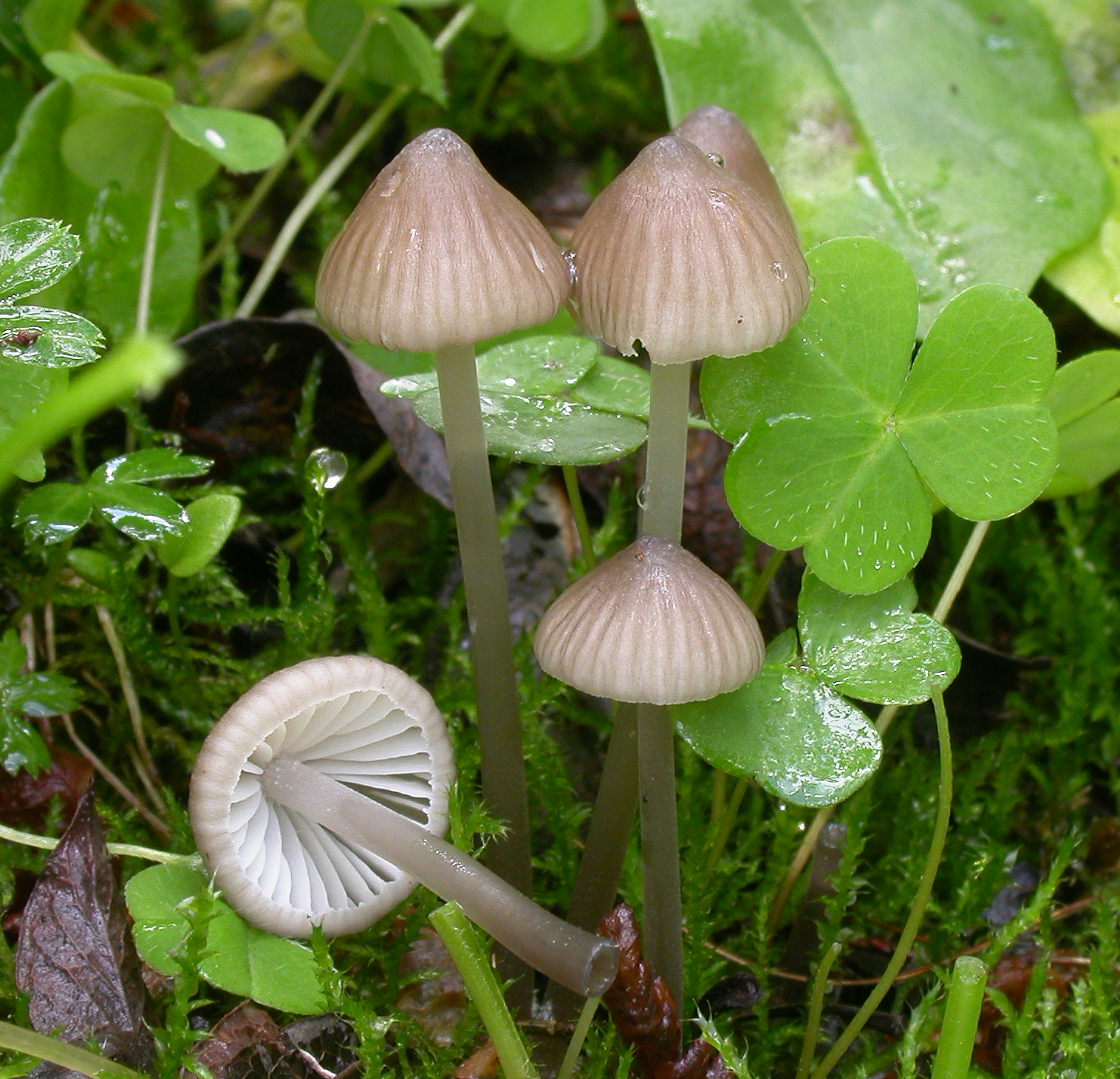
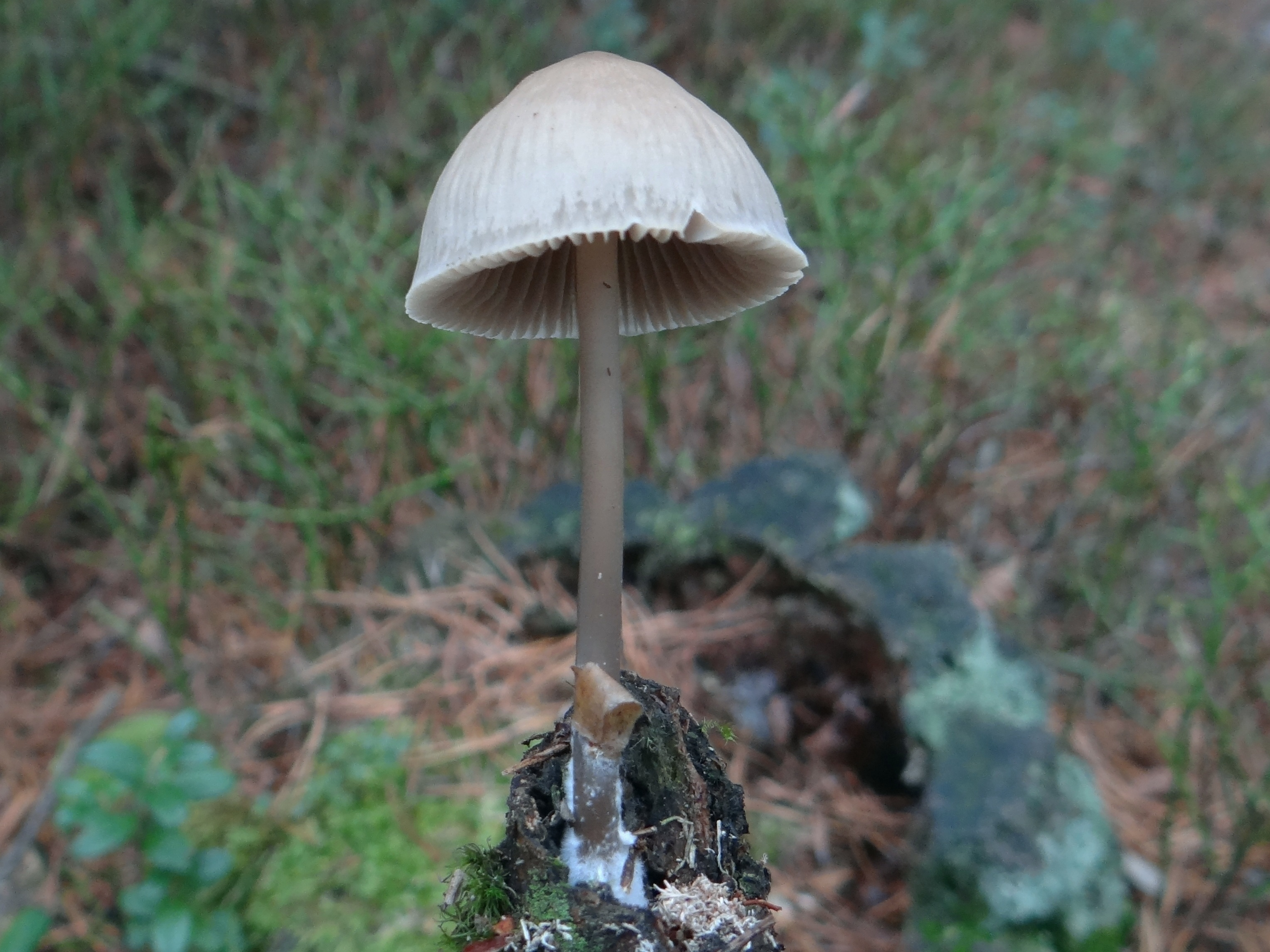
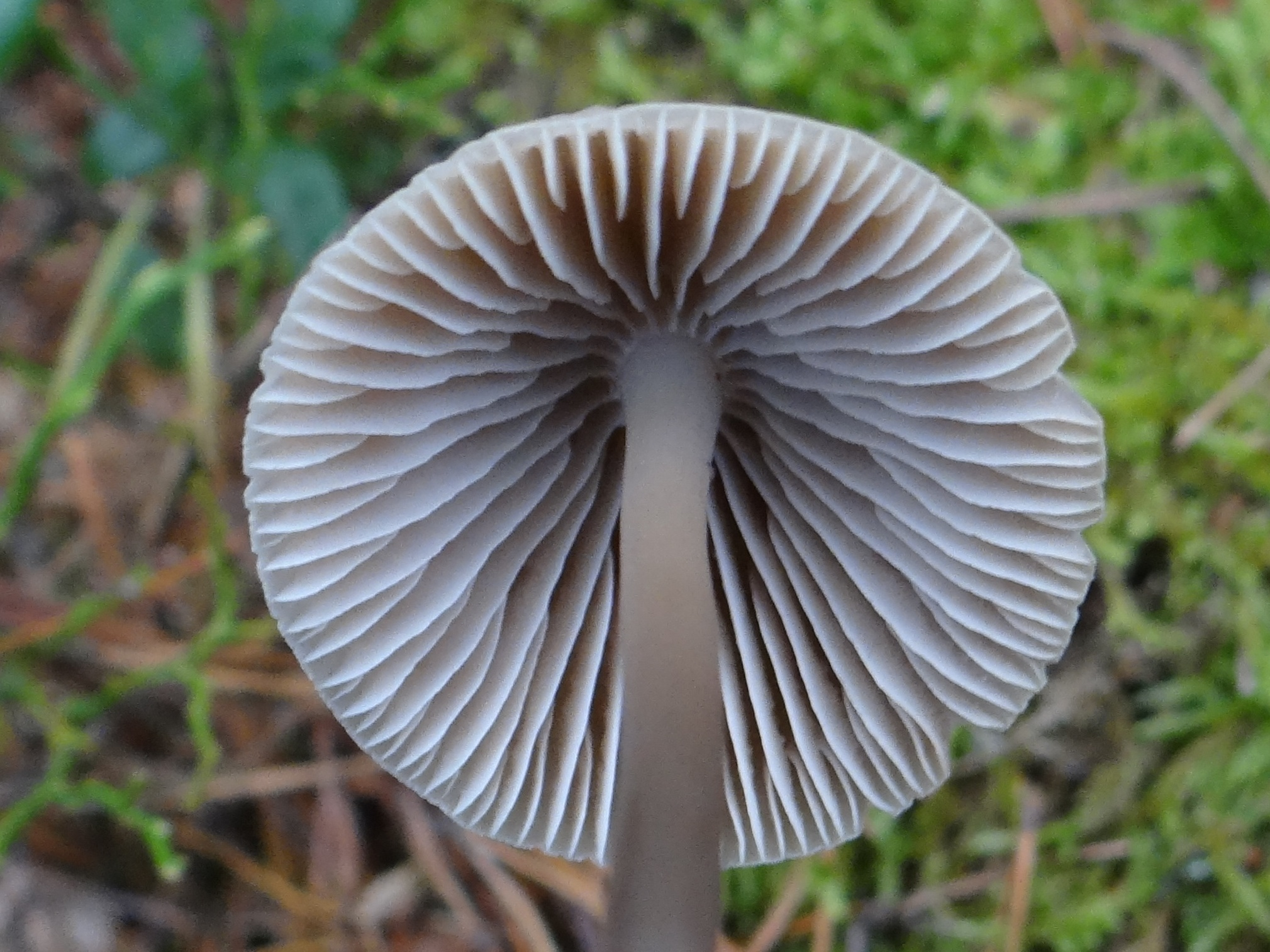
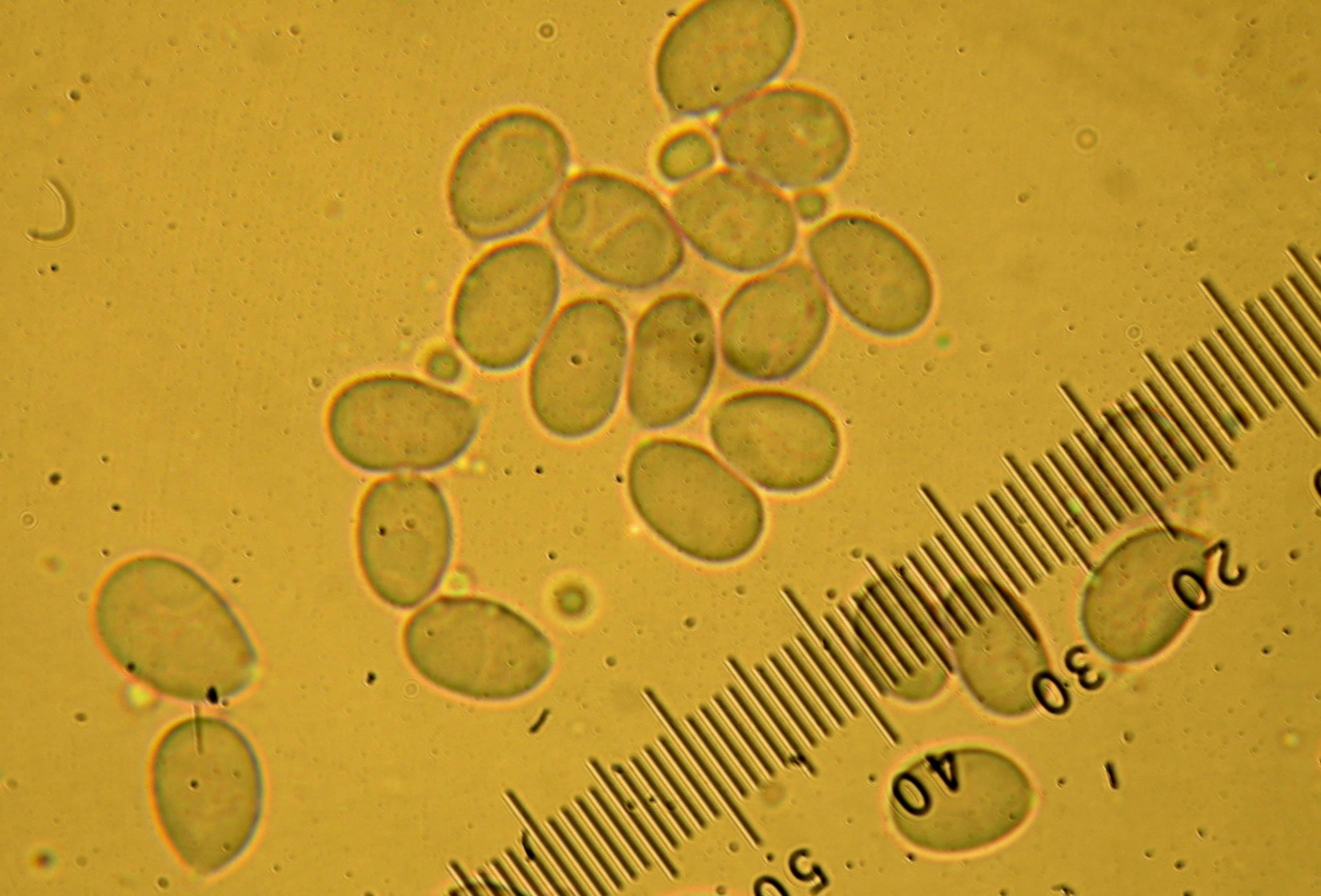

Nem ehető.